# Beatrice Mutai
Beatrice Chepkemoi Mutai (* 19. April 1987 in Molo) ist eine kenianische Langstreckenläuferin. Sie ist die ältere Schwester der Olympiasiegerin Faith Kipyegon.

## Sportliche Laufbahn
Erste internationale Erfahrungen sammelte Beatrice Mutai bei den Crosslauf-Weltmeisterschaften 2013 in Bydgoszcz, bei denen sie in 25:05 min auf den 11. Rang gelangte. 2018 nahm sie erstmals an den Commonwealth Games im australischen Gold Coast teil und belegte dort mit neuer Bestleistung von 31:49,81 min den vierten Platz.

## Persönliche Bestzeiten
- 10.000 Meter: 31:49,81 min, 9. April 2018 in Gold Coast
- Halbmarathon: 1:09:30 h, 19. Oktober 2014 in Valencia